# كجيلد نيلسن
كجيلد نيلسن (بالدنماركية: Kjeld Nielsen)‏ هو منافس ألعاب قوى دنماركي، ولد في 26 يوليو 1887، وتوفي في 14 فبراير 1910.

## وصلات خارجية
- كجيلد نيلسن على موقع أوليمبيديا (الإنجليزية)